# Vila Nova da Barca
Vila Nova da Barca era una freguesia portuguesa del municipio de Montemor-o-Velho, distrito de Coímbra.

## Historia
Fue suprimida el 28 de enero de 2013, en aplicación de una resolución de la Asamblea de la República portuguesa promulgada el 16 de enero de 2013 al unirse con las freguesias de Abrunheira y Verride, formando la nueva freguesia de Abrunheira, Verride e Vila Nova da Barca.